# Opposition officielle (Royaume-Uni)
Pour les articles homonymes, voir Opposition parlementaire.
Au Royaume-Uni, la très loyale opposition de Sa Majesté (His Majesty's Most Loyal Opposition) ou simplement opposition officielle (Official Opposition) est le parti politique qui possède le plus grand nombre de sièges au sein de la Chambre des communes sans faire partie du gouvernement. Elle est dirigée par le chef de l'opposition (Leader of His Majesty's Most Loyal Opposition).
Depuis juillet 2024, l'opposition officielle est formée par le Parti conservateur, avec comme Chef de l'opposition officielle Kemi Badenoch depuis le 2 novembre 2024. Elle comprend un cabinet fantôme, composé des membres les plus importants du parti qui examinent les politiques du gouvernement et proposent des politiques alternatives.

## Historique
L'expression « opposition de Sa Majesté » a été créée en 1826, avant l'installation du système bipartite moderne, lorsque le Parlement consistait essentiellement en des intérêts particuliers, des relations et des factions, plutôt qu'aux partis politiques plus homogènes d'aujourd'hui (bien que les Whigs et les Tories étaient au XIXe siècle les deux partis principaux).

## Chef de l'opposition
Le chef de l'opposition est souvent considéré comme le « Premier ministre en attente ». En plus de son salaire de député, il ou elle reçoit un salaire statutaire et des avantages similaires à ceux des ministres du Cabinet et est nommé conseiller privé. Depuis 1915, le chef de l'opposition est, comme le Premier ministre, toujours un membre de la Chambre des communes.
L'actuelle cheffe de l'opposition est Kemi Badenoch, élue cheffe du Parti conservateur le 2 novembre 2024.

## Organisation
Alors que la plupart des journées à la Chambre des communes sont dédiées aux affaires menées par le gouvernement, 20 jours dans chaque législature sont réservés aux débats de l'opposition. Parmi ces jours, 17 sont à la disposition du chef de l'opposition et trois peuvent être utilisés par le deuxième parti d'opposition.